# Archont (ambt)

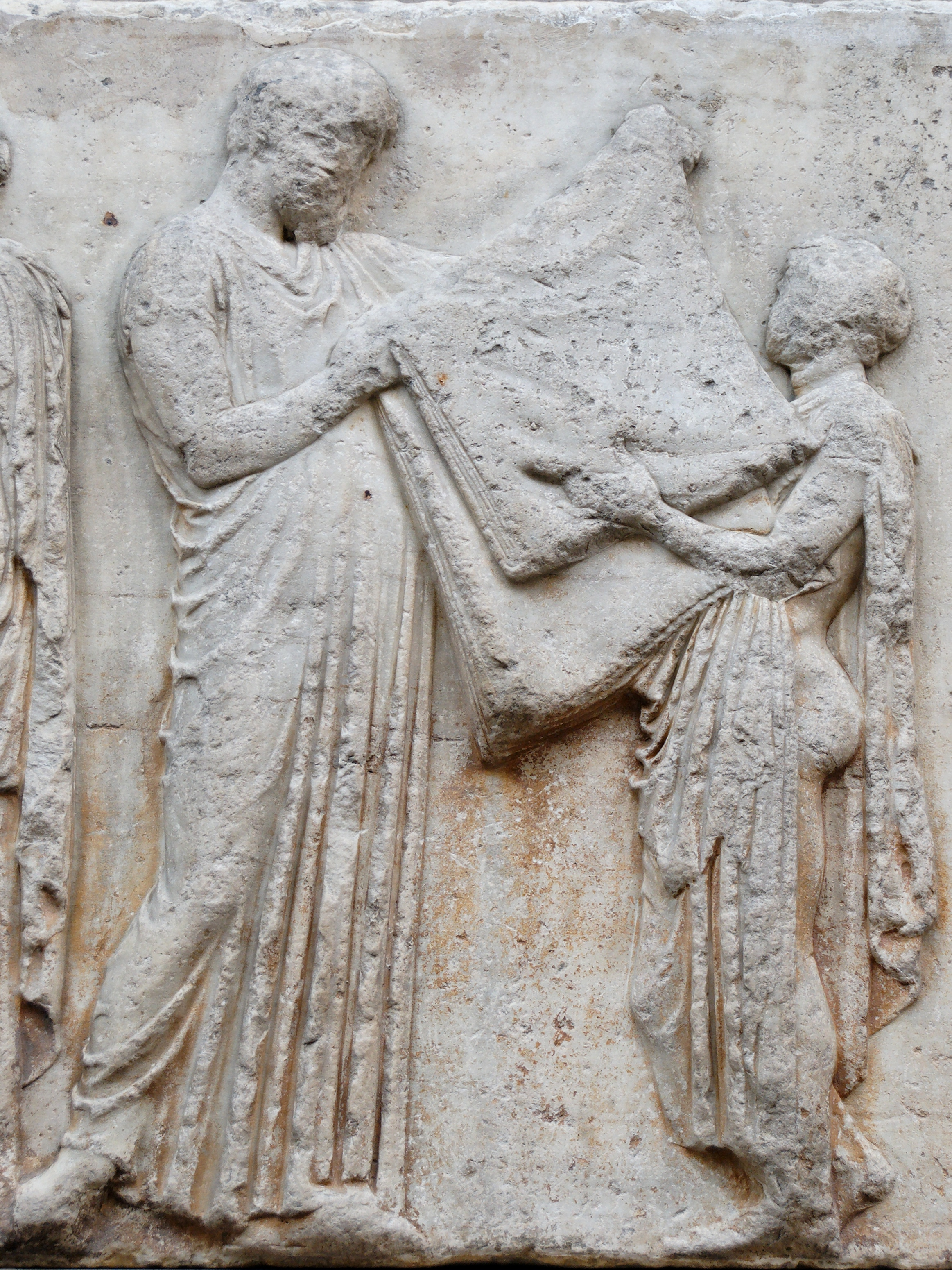
Een bebaarde man, vermoedelijke de archon basileus, ontvangt een stuk stof van een kind. Deel van een fries van het Parthenon, ca. 447–433 v.Chr.

Archont (Grieks ἄρχων, mv. ἄρχοντες = heersende, bestuurder) was in het oude Griekenland een algemene titel voor een hoge gezagsdrager.
Speciaal te Athene werd na het verval en in plaats van de monarchie (7e eeuw v.Chr.) het bestuur uitgeoefend door een aantal archontes verenigd in een college. In beginsel bestaande uit drie en later negen archonten, onder wie de verschillende functies van de vroegere koning verdeeld waren.
Tot de democratische hervormingen van Clisthenes werden deze archonten elke tien jaar door middel van verkiezingen uit de aristocratische landadel verkozen. Omstreeks 700 v.Chr. waren er negen archonten: 
- zes ervan werden archontes thesmothetai of Thesmotheten genoemd, welke wetgevers waren, die de uitspraken van het gewoonterecht optekenden,

en verder waren er: 
- één archon eponymos (ἄρχων ἐπώνυμος), theoretisch de belangrijkste, een soort president/staatshoofd, naar wie de regeringsperiode benoemd werd, bijvoorbeeld "onder het archontaat van ......"
- één archon polemarchos of strateeg de opperbevelhebber van de strijdkrachten
- één archon basileus in wie de religieuze waardigheid van de voormalige koning was belichaamd en verder leefde.

Na 683 v.Chr. waren ze slechts in functie gedurende één jaar, dat werd genoemd naar de archon eponymus. Vanaf 487 v.Chr. kon elke burger archont worden. De archonten hielden zich aanvankelijk bezig met rechtspraak, religie en het leger. De taken van de polemarchos werden grotendeels overgenomen door een groep generaals genaamd strategen (Grieks strategoi). De archon eponymus bleef het theoretische staatshoofd, gedurende de gehele democratische periode.
Het ware bestuur lag overigens vooral bij de volksvergadering en de zogenaamde Raad van Vijfhonderd of Boulè, terwijl de bevoegdheden van de archonten werden beperkt tot het terrein van de rechtspraak.
Enkele bekende archonten:
- Creon (682-681 v.Chr.)
- Draco (622-621 v.Chr.)
- Solon (594-593 v.Chr.)
- Aristides (489-488 v.Chr.)
- Keizer Hadrianus (112-113 n.Chr.)
- Keizer Commodus (188-189 n.Chr.)

Zie: Lijst van archonten van Athene